# Церковь Сорока Мучеников (Тбилиси)
Церковь Сорока Мучеников (груз. ახალი ეკლესია) — культовое сооружение в Тбилиси, в историческом районе Старый город (ул. Самгебро, 6).
Освящена в честь Святых Сорока Севастийских мучеников. Принадлежность церкви оспаривается Грузинской православной и Армянской Апостольской церквями

## История

Возобновлена по инициативе Католикоса-Патриарха всея Грузии Илии II в 2009 году.
Предварительно проведённые раскопки показали, что это место было застроено издревле, археологами прослежено четыре уровня стен, предположительно церковных, которые разрушались и возводились заново с изменением формы и размеров. Была открыта стена V века — времени царя Вахтанга Горгасали, и более древняя под ней, возведённая в традициях грузинских античных строений. Открыты остатки дворцового комплекса и уникальная баня, датируемая I веком н. э.
Согласно житию Або Тифлисского, он был обезглавлен прямо у входа в церковь Святых Сорока Севастийских Мучеников
Церковь существовала на этом месте ещё в предреволюционные годы, в 1924 году она была разрушена советскими властями, местность использовалась под жилую застройку. По другим сведениям — место церкви было застроено ещё ранее
Решение о воссоздании церкви на историческом месте было принято городскими властями Тбилиси в 1998 году.